# Pilona
Pilona – wieś w Polsce położona w województwie warmińsko-mazurskim, w powiecie elbląskim, w gminie Elbląg. Leży przy drodze krajowej nr 7.
Pierwsze wzmianki o miejscowości pochodzą z 1349 roku (przywilej wielkiego mistrza Henryka Dusemera). Miejscowość nosiła wówczas nazwę Pilon. Podczas przynależności do Polski, Pilona była bogatą wsią, zamieszkałą przez gburów. Wieś okręgu sędziego ziemskiego Elbląga w XVII i XVIII wieku. 
W latach 1975–1998 miejscowość administracyjnie należała do województwa elbląskiego.
Atrakcją turystyczną miejscowości są dobrze zachowane domy podcieniowe pochodzące z 1789 i początku XIX w.
W Pilonie znajduje się szkoła podstawowa powstała w 1945 r.
Współcześni mieszkańcy miejscowości nazywają ją czasem Bągard. Pochodzenie tej nazwy nie jest znane.